# Atriplex sphaeromorpha
Atriplex sphaeromorpha ist eine Pflanzenart aus der Gattung der Melden (Atriplex) in der Familie der Fuchsschwanzgewächse (Amaranthaceae). Sie besitzt ein aralo-kaspisches Verbreitungsgebiet und ist als Adventivpflanze auch in Deutschland gefunden worden.

## Beschreibung

### Vegetative Merkmale
Atriplex sphaeromorpha ist eine einjährige krautige Pflanze. Ihr aufrechter Stängel ist bei einer Wuchshöhe bis 50 cm stark verzweigt, so dass die Pflanze kugelförmig wirkt (Steppenroller). Die oberseits grünen, unterseits dicht mit Blasenhaaren besetzten und dadurch grauen Laubblätter sind bei einer Länge bis 4 cm rhombisch und am Rand gezähnt.

### Blütenstand und Blüte
Atriplex sphaeromorpha ist einhäusig getrenntgeschlechtig (monözisch). Die Blüten stehen in der Achsel von Tragblättern in abstehenden knäueligen Teilblütenständen an der nur 0,5 bis 1 mm dünnen, im oberen Teil fast fadenartigen Blütenstandsachse. Diese dünnen Achsen sind ein Unterscheidungsmerkmal zur Rosen-Melde (Atriplex rosea). Männliche Blüten enthalten vier bis fünf Blütenhüllblätter (Tepalen) und fünf Staubblätter. Weibliche Blüten, die nur aus dem Fruchtknoten bestehen, werden umhüllt von zwei rhombischen Vorblättern.
Die Blütezeit reicht von Juli bis August.

### Frucht und Samen
Die vertikale Frucht wird von den im unteren Drittel bis zur Hälfte verwachsenen Vorblättern umhüllt. Diese sind bei einer Länge von 4 bis 7 mm rhombisch, ganzrandig oder beiderseits mit ein bis drei Zähnchen besetzt. Auf ihrer Rückseite tragen sie meist kleine Anhängsel.
Es gibt zwei Samentypen (Heterokarpie): rote, flache bis etwas konvexe Samen mit einem Durchmesser von 1,5 bis 2 mm sowie hellbraune, konkave Samen mit einem Durchmesser von 2,3 bis 3 mm.

### Chromosomenzahl
Die Chromosomenzahl beträgt 2n=18.

### Photosyntheseweg
Atriplex sphaeromorpha ist eine C4-Pflanze mit Kranzanatomie.

## Ökologie
Atriplex sphaeromorpha ist eine Nahrungspflanze für den Schildkäfer Cassida berolinensis.

## Vorkommen
Das natürliche Verbreitungsgebiet von Atriplex sphaeromorpha umfasst das zentrale und südliche europäische Russland, Kasachstan, Usbekistan, die nördliche Kaukasus-Region und die Ukraine. Diese Art ist demnach nur in der Aralo-Kaspischen floristischen Provinz heimisch. Das früher viel größer vermutete Areal ist auf Verwechselungen mit ähnlichen Arten zurückzuführen.
Sie wächst in salzigen Steppen und Halbwüsten, am Rand von takyrartigen Salzböden, auch auf Sandböden und nicht selten auch als Ruderalpflanze. Sie kann vom Flachland bis zu einer Höhenlage von 1200 Meter gedeihen.
Weit von ihrem natürlichen Areal entfernt ist diese Art als eingeschleppte Adventivpflanze auch in Deutschland aufgetaucht: Sie wurde 1950 in Brandenburg bei Dahme auf einem Schutthaufen gefunden.

## Systematik
Atriplex sphaeromorpha zählt innerhalb der Gattung Atriplex zur C4-Atriplex-Clade.
Die Erstbeschreibung von Atriplex sphaeromorpha erfolgte 1927 durch Modest Mikhaĭlovich Iljin in Izvestiya Glavnogo Botaniceskago Sada SSSR. Bulletin du Jardin (Botanique) Principal de l'URSS, Band 26, S. 414. Ein Synonym für  Atriplex sphaeromorpha Iljin ist Obione sphaeromorpha (Iljin) G.L.Chu.
Der Artepitheton sphaeromorpha setzt sich aus den griechischen Wortbestandteilen sphaer- für Kugel und morph- für Form, Gestalt zusammen und bedeutet kugelförmig. Der Name bezieht sich auf den Steppenroller-Habitus von Atriplex sphaeromorpha.